# اولسنو (استان لهستان کوچک‌تر)
اولسنو (به لهستانی:  Olesno) یک روستا در لهستان است که در گمینا اولسنو (استان لهستان کوچک‌تر) واقع شده‌است. اولسنو ۱٬۷۰۸ نفر جمعیت دارد.